# Natalia Goezejeva
Natalia Anatolivna Goezejeva (Oekraïens: Наталя Анатоліївна Гузєєва) (Kiev, 8 augustus 1952) is een Oekraïens scenario- en kinderboekenschrijfster.

## Biografie
Goezejeva werd in 1952 in Kiev geboren als dochter van een televisiepresentator en een actrice. Ze studeerde in 1974 af aan de Faculteit Cybernetica in Toegepaste Taalkunde aan de Universiteit van Kiev. Ze werkte als taalkundige, vertaler, journalist, scenarioschrijver en redacteur in de animatiestudio's van Kievnauchfilm en Ukrainimafilm. Ze is sinds 1992 lid van de "Unie van Filmmakers" van Oekraïne. Goezejeva woont sinds 1995 in Duitsland (sinds 2001 in München). Ze is getrouwd en heeft een dochter.
Tot 1993 werden de boeken van Goezejeva in Oekraïne uitgegeven door uitgeverij Veselka met een oplage van 6 miljoen stuks. Ze worden sinds 2004 gepubliceerd in Rusland en Oekraïne en zijn ook populair onder Russisch- en Oekraïenssprekende lezers in de Verenigde Staten, Canada, Israël en Duitsland.